# 三月初八
三月初八，农历三月第八天。

## 逝世
- 孝昭仁皇后
- 清乾隆三十一年，五阿哥永琪逝世。
- 明神宗万历四十四年，汤显祖逝世。

## 节假日和习俗
- 卞城王诞生

## 其他内容
- 五府千歲 趙千歲 聖誕
- 十斋日

## 参看
- 日历
- 三月初六 - 三月初七 - 三月初八 - 三月初九 - 三月初十
- 二月初八 - 三月初八 - 四月初八
- 正月 - 二月 - 三月 - 四月 - 五月 - 六月 - 七月 - 八月 - 九月 - 十月 - 十一月 - 腊月
- 公历3月8日